# For the Sake of Revenge
Albums de Sonata Arctica
Reckoning Night
(2004) Unia
(2007)
For the Sake of Revenge est un album et un DVD live du groupe Sonata Arctica sorti en 4 avril 2006. Ils ont été enregistrés 5 février 2005 lors du concert au Shibuya-AX (en), à Tokyo.

## Pistes
| 1.  | Intro (Prelude for Reckoning)                           |  |
| 2.  | Misplaced                                               |  |
| 3.  | Blinded No More                                         |  |
| 4.  | FullMoon (avec un extrait de White Pearl, Black Oceans) |  |
| 5.  | Victoria's Secret                                       |  |
| 6.  | Broken                                                  |  |
| 7.  | 8th Commandment                                         |  |
| 8.  | Shamandalie                                             |  |
| 9.  | Kingdom for a Heart                                     |  |
| 10. | Replica                                                 |  |
| 11. | My Land                                                 |  |
| 12. | Black Sheep                                             |  |
| 13. | Sing in Silence                                         |  |
| 14. | The End of This Chapter                                 |  |
| 15. | San Sebastian                                           |  |
| 16. | The End of This Keyboard (sing-along)                   |  |
| 17. | Gravenimage                                             |  |
| 18. | Don't Say a Word                                        |  |
| 19. | The Cage                                                |  |
| 20. | Vodka / Hava Nagila (sing-along)                        |  |
| 21. | Draw Me (outro)                                         |  |

| CD    | CD                                   | CD    | CD | CD | CD | CD | CD | CD | CD |
| No    | Titre                                | Durée |    |    |    |    |    |    |    |
| ----- | ------------------------------------ | ----- | -- | -- | -- | -- | -- | -- | -- |
| 1.    | Intro                                | 2:16  |    |    |    |    |    |    |    |
| 2.    | Misplaced                            | 4:43  |    |    |    |    |    |    |    |
| 3.    | Blinded No More                      | 5:16  |    |    |    |    |    |    |    |
| 4.    | FullMoon & White Pearl, Black Oceans | 5:49  |    |    |    |    |    |    |    |
| 5.    | Victoria's Secret                    | 5:03  |    |    |    |    |    |    |    |
| 6.    | Broken                               | 5:26  |    |    |    |    |    |    |    |
| 7.    | 8th Commandment                      | 3:56  |    |    |    |    |    |    |    |
| 8.    | Shamandalie                          | 3:54  |    |    |    |    |    |    |    |
| 9.    | Kingdom For A Heart                  | 4:17  |    |    |    |    |    |    |    |
| 10.   | Replica                              | 4:08  |    |    |    |    |    |    |    |
| 11.   | My Land                              | 4:36  |    |    |    |    |    |    |    |
| 12.   | Black Sheep                          | 4:00  |    |    |    |    |    |    |    |
| 13.   | Gravenimage                          | 2:23  |    |    |    |    |    |    |    |
| 14.   | Don't Say A Word                     | 6:35  |    |    |    |    |    |    |    |
| 15.   | The Cage & Vodka                     | 7:26  |    |    |    |    |    |    |    |
| 69:48 |                                      |       |    |    |    |    |    |    |    |